# DN Geminorum
« Nova Geminorum 1912 » redirige ici.  Pour Nova Geminorum 1903, voir DM Geminorum. Pour Nova Geminorum 1933, voir AW Geminorum.
Désignations
DN Geminorum (ou Nova Geminorum 1912) était une nova qui survint en 1912 dans la constellation des Gémeaux. Elle atteignit une magnitude minimale (correspondant à une luminosité maximale) de 3,6. De nos jours, DN Geminorum a une magnitude de 14.
La mesure de sa parallaxe par le satellite Gaia permet de lui estimer une distance d'environ ∼ 4 450 a.l. (∼ 1 360 pc) du système solaire.
Nova Geminorum 1912 est une nova classique,, découverte par l'astronome norvégien Sigurd Enebo (en) (1866-1946) le mardi, 12 mars 1912,, à Dombås,.
DN Geminorum est un système binaire dont l'objet primaire est une naine blanche de 0,93 ± 0,15 masse solaire. Son compagnon serait une naine rouge.
Selon l'historien des sciences Tilman Sauer, le contexte de la nova a motivé Albert Einstein (1879-1955) à effectuer ses premiers calculs sur la lentille gravitationnelle.